# Río Chico (Futaleufú)
El río Chico es un curso natural de agua que fluye casi paralelo a la frontera internacional de la Región de Los Lagos y desemboca en el río Futaleufú.
Luis Risopatrón llama río Waag a este cauce en 1924.: 940 

## Trayecto
Nace en la Serranía de Los Derrumbes y recibe también las aguas del cordón de Los Galeses y del cordón que lo separa de la cuenca del arroyo Quila Seca, ubicado al poniente. El río Chico fluye por cerca de 14,5 km hacia el norte y desemboca en el río Futaleufú, unos 5 km después de que el principal haya atravesado la frontera.: 14 
A pesar de estar rodeado por la reserva nacional Futaleufú, no pertenece a ella.

## Historia
La colonización de la zona se inició desde Argentina en la década del 1920 despejando la selva mediante roces a fuego e iniciando la ganadería, lo que determinó el paisaje hasta el presente. Hoy
en día la economía tradicional se sustenta en la ganadería, la extracción de leña y cultivos para autoconsumo.: 26 
Luis Risopatrón lo describe en su Diccionario jeográfico de Chile (1924):: 940 
Waag (Río). Es de agua clara, en la que se ha medido 7°,5 C [sic] de temperatura siendo 15°,5 C [sic] la del aire, corre hacia el norte i después de un corto curso se vácia en la marjen S del río Futaleufu, a poca distancia al W del punto en que es cortado por la línea de límites con la Arjentina; del apellido del injeniero de la Comisión Arjentina de Límites, señor Juan Waag (1896).